# Dolichos trilobus
Dolichos trilobus är en ärtväxtart som beskrevs av Carl von Linné. Dolichos trilobus ingår i släktet Dolichos och familjen ärtväxter.

## Underarter
Arten delas in i följande underarter:
- D. t. occidentalis
- D. t. transvaalicus
- D. t. trilobus